# Militello in Val di Catania
Militello in Val di Catania – miejscowość i gmina we Włoszech, w regionie Sycylia, w prowincji Katania.
Według danych na rok 2004 gminę zamieszkiwały 8193 osoby, 132,1 os./km².
Urodził się tutaj Nello Musumeci, włoski polityk, prezydent regionu Sycylia.